# Nazca-Platte

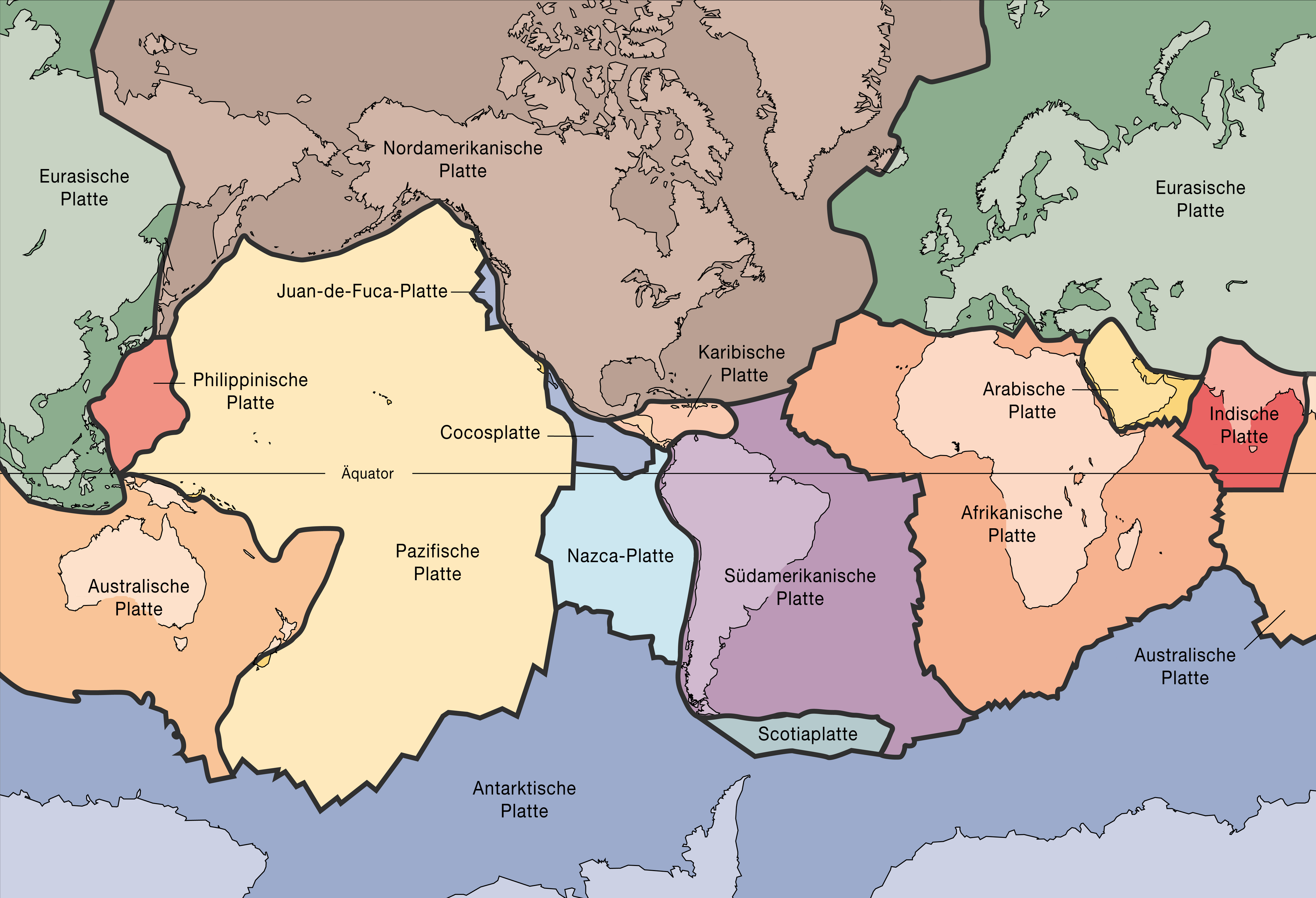
Tektonische Platten mit Kontinenten im Hintergrund, in der Mitte (hellblau gekennzeichnet) die Nazca-Platte

Die Nazca-Platte ist eine der kleineren Lithosphären-Platten, aus denen die Erdkruste und der oberste Teil des Erdmantels aufgebaut sind. Die tektonischen Platten spielen für die großräumigen geologischen Abläufe auf der Erde eine wesentliche Rolle. Die Platte ist nach der peruanischen Stadt Nazca benannt.
Die Nazca-Platte liegt vor der Westküste Südamerikas und gehört zu den ozeanischen Platten, die – bis auf wenige kleine Inseln, wie zum Beispiel die Juan-Fernández-Inseln – überwiegend vom Meer bedeckt sind. Die Platte bewegt sich nach Osten und kollidiert dort mit der Südamerikanischen Platte, einer kontinentalen Platte. Beim Zusammenstoß dieser beiden Platten wurde die Nazca-Platte unter den südamerikanischen Kontinent geschoben und tauchte dort bis in den unteren Erdmantel ab; es bildete sich eine Subduktionszone. Typisch für diese Zonen sind die tiefen Erdbeben, deren Hypozentren in Tiefen von 320 bis 720 km liegen können. An der Grenze zwischen den beiden Platten bildeten sich Tiefseegräben wie der Atacamagraben (bis 8065 m Tiefe) im Süden und der Perugraben (bis 6369 m tief) im nördlichen Teil der südamerikanischen Westküste. Gleichzeitig wurde der südamerikanische Kontinent angehoben. Als Folge dieser Plattenverschiebung kam es zur Gebirgsbildung: Entlang der gesamten Westküste Südamerikas faltete sich ein großes Gebirge auf, die Anden mit einer Höhe von bis zu 6962 m.
Die Anden sind Teil des Pazifischen Feuerrings, eines Raums stärkster seismischer und vulkanischer Aktivität. Die höchsten Vulkane der Erde befinden sich hier: Der 6882 m hohe Monte Pissis (Argentinien) und der 6887 m hohe Ojos del Salado (Chile). Postvulkanische Erscheinungen, wie Solfataren, Geysire und Fumarolen sind weit verbreitet.
Im Norden grenzt die Nazca-Platte an die Cocosplatte, im Westen ist sie begrenzt durch die Pazifische Platte und im Süden durch die Antarktische Platte. Im Osten stößt sie an den südamerikanischen Kontinent und wird dort subduziert.
Entstanden ist die Nazca-Platte durch die Fragmentierung der Farallon-Platte zu Beginn des Miozäns vor etwa 23 Millionen Jahren. Für den in den vereinfachten Karten der Lithosphärenplatten als nördlicher Ausläufer der Nazca-Platte dargestellten Bereich zwischen Cocos-Platte, Karibischer Platte und Südamerikanischer Platte wurde die Existenz mindestens zweier Mikroplatten postuliert: der Coiba-Platte im Norden und der Malpelo-Platte im Süden.